# Carl Gordon
Pour les articles homonymes, voir Gordon.
Carl Gordon, né Rufus Carl Gordon Jr. le 20 janvier 1932 à Goochland (Virginie) et mort le 20 juillet 2010 à Jetersville (en) (Virginie), est un acteur américain.
Entré dans la profession d'acteur tard dans la vie, Carl Gordon est surtout connu pour son rôle dans Roc (en), la série télévisée de Fox, en plus d'un large éventail de rôles sur scène, au cinéma et à la télévision.

## Biographie
Gordon naît à Goochland, en Virginie. Il déménage avec sa famille à Bedford-Stuyvesant à Brooklyn lorsqu'il est enfant et y grandit Il s'enrôle dans l'US Air Force et sert pendant la guerre de Corée en tant que mécanicien d'aéronefs. Après avoir terminé son service militaire, il fréquente le Brooklyn College, mais abandonne pour chercher un emploi.
Il apparait dans Gordon's War (1973) et dans le film de John Sayles The Brother from Another Planet (1984). En 1990, Gordon tient le rôle de Doaker dans la pièce de théâtre The Piano Lesson d'August Wilson, la quatrième des dix pièces de son Pittsburgh Cycle. Il apparait également à Broadway dans la production de 1971 de Ain't Supposed to Die a Natural Death, une comédie musicale de Melvin Van Peebles et une production de  Ma Rainey's Black Bottom (2003) avec Charles S. Dutton, sa co-star de Roc (en), et Whoopi Goldberg. À la télévision, on le voit dans des épisodes d'Urgences, de JAG, en tant que chef Aubrey McBride dans l'épisode de Port Chicago (2002) et dans des épisodes de New York, police judiciaire.
Son rôle le plus notable est, de 1991 à 1994, dans la série Roc (en) de Fox, qui présente l'histoire d'une famille afro-américaine à Baltimore. Mettant en vedette Dutton dans le rôle de Roc Emerson, la série comprenait Gordon dans le rôle du père du personnage principal, Andrew, un « porteur de train à la retraite irascible et à la langue acérée ». Le critique Marvin Kitman dans Newsday décrit le personnage de Gordon dans Roc comme un « Archie Bunker noir ». Il offre des portraits de Malcolm X comme cadeaux d'anniversaire. Il est offensé que son fils regarde Les Simpson parce qu'ils sont blancs et ne regarde pas Cosby. Son personnage d'Andrew insiste également sur le fait que Larry Bird ne peut pas être blanc et jouer au basket aussi bien que lui, que Bird a été élevé à Harlem et que son vrai nom est Abdul Mustafa,,. Gordon base son personnage sur un oncle volontaire qui possédait une épicerie à Philadelphie. Les épisodes de la deuxième et de la troisième saison de l'émission sont diffusés en direct, ce qui n'a pas dérouté Gordon, qui décrit l'expérience comme étant « comme retourner à Broadway ». La décision de diffuser des émissions en direct a été prise comme un coup promotionnel, mais a été rendue possible par la vaste expérience de la scène de Gordon, Dutton et d'autres membres de la distribution.
Gordon meurt à l'âge de 78 ans, le 20 juillet 2010, à son domicile de Jetersville, en Virginie, des suites d'un lymphome non hodgkinien. Il laisse dans le deuil sa troisième épouse, Jacqueline Alston-Gordon, ainsi que cinq filles, un fils, neuf petits-enfants et cinq arrière-petits-enfants.

## Filmographie partielle

### Au cinéma
- 1973 : Gordon's War (en) : Luther the Pimp
- 1976 : Bingo (The Bingo Long Traveling All-Stars & Motor Kings) de John Badham : Mack
- 1984 : The Brother from Another Planet : Mr Price
- 1984 : Violated : procureur de district
- 1986 : Sans pitié (No Mercy) : Lawrence
- 1997 : Better Than Ever : Hume
- 2011 : Somebody's Hero (en) : Rusty (dernier rôle au cinéma)

### À la télévision
- 1995 : The Piano Lesson (téléfilm) : Doaker